# Atrochromadora microlaima
Atrochromadora microlaima är en rundmaskart som först beskrevs av De Man 1889.  Atrochromadora microlaima ingår i släktet Atrochromadora och familjen Chromadoridae. Arten är reproducerande i Sverige. Inga underarter finns listade i Catalogue of Life.